# فاروق جاكير
فاروق جاكير (بالتركية: Faruk Çakır)‏ هو لاعب كرة قدم تركي في مركز حراسة المرمى، ولد في 8 فبراير 1995 في أيوب في تركيا. لعب مع نادي إسطنبول باشاكشهر.

## وصلات خارجية
- فاروق جاكير على موقع اتحاد تركيا (لاعب) (الإنجليزية)
- فاروق جاكير على موقع قاعدة بيانات كرة القدم.إي يو (الإنجليزية)
- فاروق جاكير على موقع Soccerway.com (الإنجليزية)